# Mike Mainieri
Michael "Mike" T. Mainieri Jr. (4. juli 1938 i Bronx, New York City) er en amerikansk vibrafonist.
Mainieri er bedst kendt for sit virke i fusions gruppen Steps Ahead, som først var kendt som Steps.
Han var også den første, som introducerede den elektroniske vibrafon, bedre kendt som synthesizer vibrafon.
Mainieri har spillet med Buddy Rich, Wes Montgomery, Dire Straits og Jeremy Steig. 

## Udvalgt Diskografi
- Love Play – Mike Mainieri
- Step By Step – Steps
- Smokin In The Pit – Steps
- Paradox – Steps
- Steps Ahead – Steps Ahead
- Magnetic – Steps Ahead
- Live In Tokyo – Steps Ahead
- Love over Gold – Dire Straits
- Brothers In Arms – Dire Straits
- Live At The Seventh Avenue South – Mike Mainieri Quintet